# Mariano Ferreira Filho
Mariano Ferreira Filho (São João, 23 de junio de 1986), conocido como Mariano, es un futbolista brasileño que juega como defensa en el América Mineiro.

## Trayectoria
Es un jugador de mucha resistencia física y fuerza ofensivas, sus principales características son la velocidad, confirmada en sus constantes arranques por el flanco derecho del campo, y ser ambidiestro, lo que le permite múltiples opciones de cruce y jugadas de infiltración y finalización. También es preciso en los cruces y tiene un buen pase que, combinado con una visión de juego inusual en los laterales, lo convierte en un jugador muy peligroso.[cita requerida]
Jugador formado en el Guaraní, club con el que debuta y desciende en 2004, tras una pésima temporada y con el descuento de puntos vuelve a descender junto con el Guaraní a la Serie C.
Luego de fichar por el Tombense es enviado a préstamo al Cruzeiro por 6 meses quedando 5.º en el Campeonato Brasileño, clasificando así a la Copa Libertadores 2008, luego de un breve paso por el Ipatinga vuelve a la Serie A, a préstamo otra vez, para jugar por el Atlético Mineiro club que hizo una irregular campaña pero aun así clasificándose a la Copa Sudamericana 2009, luego de estar prestado por 6 meses al Fluminense este club compra el pase al jugador a mediados del 2009 año en el que casi desciende, luego de una espectacular campaña en el 2010 sale campeón del Campeonato Brasileño.
Antes de ser comprado por el Burdeos, despertó el interés de la Roma, el Inter de Milán y el Bayern de Múnich, entre otros equipos alemanes. Fue fichado por el Sevilla para la temporada 2015-16. Esa misma temporada fue campeón de la UEFA Europa League 2015-16, donde el Sevilla venció al Liverpool F. C. por 3-1, donde fue titular y dio una magnífica asistencia a Kevin Gameiro tras un caño al lateral del Liverpool Alberto Moreno. Días atrás también fue titular en la final de la Copa del Rey de fútbol 2015-16; sin embargo su equipo cayó ante el FC Barcelona por 2-0.

## Clubes
| Club                       | País    | Año       |
| -------------------------- | ------- | --------- |
| Guarani F. C.              | Brasil  | 2005-2006 |
| Ipatinga E. C.             | Brasil  | 2007      |
| Tombense F. C.             | Brasil  | 2007-2009 |
| Cruzeiro E. C. (cesión)    | Brasil  | 2007      |
| Ipatinga E. C. (cesión)    | Brasil  | 2008      |
| Atlético Mineiro (cesión)  | Brasil  | 2008      |
| Fluminense F. C. (cesión)  | Brasil  | 2009      |
| Fluminense F. C.           | Brasil  | 2010-2011 |
| F. C. Girondins de Burdeos | Francia | 2011-2015 |
| Sevilla F. C.              | España  | 2015-2017 |
| Galatasaray S. K.          | Turquía | 2017-2020 |
| Atlético Mineiro           | Brasil  | 2020-2024 |
| América Mineiro            | Brasil  | 2025-     |

## Palmarés

### Títulos estaduales
| Título             | Club             | Estado       | Año  |
| ------------------ | ---------------- | ------------ | ---- |
| Campeonato Mineiro | Atlético Mineiro | Minas Gerais | 2020 |
| Campeonato Mineiro | Atlético Mineiro | Minas Gerais | 2021 |
| Campeonato Mineiro | Atlético Mineiro | Minas Gerais | 2022 |
| Campeonato Mineiro | Atlético Mineiro | Minas Gerais | 2023 |
| Campeonato Mineiro | Atlético Mineiro | Minas Gerais | 2024 |

### Títulos nacionales
| Título                         | Club                       | País    | Año     |
| ------------------------------ | -------------------------- | ------- | ------- |
| Campeonato Brasileño de Fútbol | Fluminense F. C.           | Brasil  | 2010    |
| Copa de Francia                | F. C. Girondins de Burdeos | Francia | 2012-13 |
| Superliga de Turquía           | Galatasaray S. K.          | Turquía | 2017-18 |
| Copa de Turquía                | Galatasaray S. K.          | Turquía | 2018-19 |
| Superliga de Turquía           | Galatasaray S. K.          | Turquía | 2018-19 |
| Supercopa de Turquía           | Galatasaray S. K.          | Turquía | 2019    |
| Serie A                        | Atlético Mineiro           | Brasil  | 2021    |
| Copa de Brasil                 | Atlético Mineiro           | Brasil  | 2021    |
| Supercopa de Brasil            | Atlético Mineiro           | Brasil  | 2022    |

### Títulos internacionales
| Título                 | Club          | Sede    | Año     |
| ---------------------- | ------------- | ------- | ------- |
| Liga Europa de la UEFA | Sevilla F. C. | Basilea | 2015-16 |

## Premios
- Mejor lateral derecho del Campeonato Brasileño de Fútbol 2010.
- Bola de Plata de la Revista Placar: 2010.
- Mejor lateral derecho del Campeonato Brasileño en el Trofeo Mesa Redonda.